# Jardín botánico de la Universidad de Almería
El Jardín botánico de la UAL o Jardín botánico de la Universidad de Almería son unas colecciones de plantas situados en el Campus de la Universidad de Almería en Almería. Comunidad autónoma de la Andalucía, España.

## Historia
El Jardín Botánico de la Universidad de Almería está compuesto de jardines de diferentes tamaños ubicados entre los edificios del campus, dedicados al conocimiento y divulgación de la flora de la zona de Almería. Los espacios de nueva creación están siendo diseñados por "CECOUAL" (Centro de Colecciones de la Universidad de Almería) en los que se están introduciendo colecciones de plantas propias de un Jardín Botánico.
Carlos Collado Pérez propietario del jardín botánico privado La Almunya del Sur es arquitecto técnico, especialista en jardinería y paisajismo, colabora con el Centro de Colecciones de  
la Universidad de Almería, en el asesoramiento y diseño de 
diferentes jardines en el campus universitario.
En el año 2020 el jardín botánico sigue en desarrollo y evolución incrementando los nuevos espacios expositivos de colecciones vegetales.

## Colecciones vegetales
Las colecciones de plantas se encuentran agrupadas en jardines temáticos repartidos entre los edificios del Campus de la universidad, así los primeros jardines creados son los situados en las inmediaciones del edificio "CITE V", donde actualmente se ubican el Jardín de los Yesos, el Jardín de la Sal, en la entrada al edificio el Jardín de Aeonium y en la cara norte del mismo edificio se sitúa el Jardín de Aromáticas y el Jardín de los Voluntarios.
- "Jardín de los Yesos", se incluyen plantas de los biotopos yesíferos de Yesares de Tabernas, Yesares de Sorbas, y los Yesares de Gafares , Lygeum spartum L., Coris hispanica Lange, Chaenorhinum grandiflorum (Coss.) Willk., Frankenia thymifolia Desf., Gypsophila struthium L. subsp. struthium, Helianthemum alypoides Losa & Rivas Goday, Helianthemum squamatum (L.) Dum. Cours., Launaea fragilis (Asso) Pau, Launaea pumila (Cav.) Kuntze, Lepidium subulatum L., Ononis tridentata L., Salvia jordanii Jord. & Fourr., Santolina viscosa Lag., Teucrium turredanum Losa & Rivas Goday, Anthyllis terniflora (Lag.)[5]
- "Jardín de la Sal", se representan los biotopos, Hábitat 1420, Matorrales halófilos mediterráneos y termoatlánticos (Sarcocornietea fruticosi), Hábitat 1510*, “Estepas salinas mediterráneas (Limonietalia)”, Hábitat 2210, Dunas fijas de litoral del Crucianellion maritimae, Hábitat 2250*, Dunas litorales con Juniperus spp., Subdesierto de Tabernas.[6]
- "Jardín de Aeonium",
- "Jardín de Aromáticas",
- "Jardín de los Voluntarios", creado el «Día Internacional de los Voluntarios», el 5 de diciembre de 2019, ubicado junto al "CITE V", gracias a las asociaciones sin ánimo de lucro en las que los alumnos están involucrados, con plantaciones de Punica granatum, mirtos, encinas, sabinas, aladierno, pinos, romeros, Ceratonia siliqua, Cotinus coggyria, Pyrus syriaca, Albizia julibrissin, Cercis siliquastrum, Liquidambar orientalis.[7]
- Jardines acuáticos, se han creado naturalizando las fuentes previamente existentes en la UAL. La fuente circular de la avenida principal con una profundidad de 30 cm, y las fuentes de la plaza del estudiante (frente a la ESI).[8]
- El "Geojardín Volcánico", el más reciente y el primero de una serie de jardines en los que se representarán los aspectos geológicos con las rocas y plantas propias del Parque natural del Cabo de Gata-Níjar.
- Herbario HUAL, El herbario de la Universidad de Almería, integrado en CECOUAL, contiene más de 25.000 plantas que permiten un estudio profundo de cualquiera de ellas.[9]

Especies vegetales presentes en el jardín botánico UAL.'
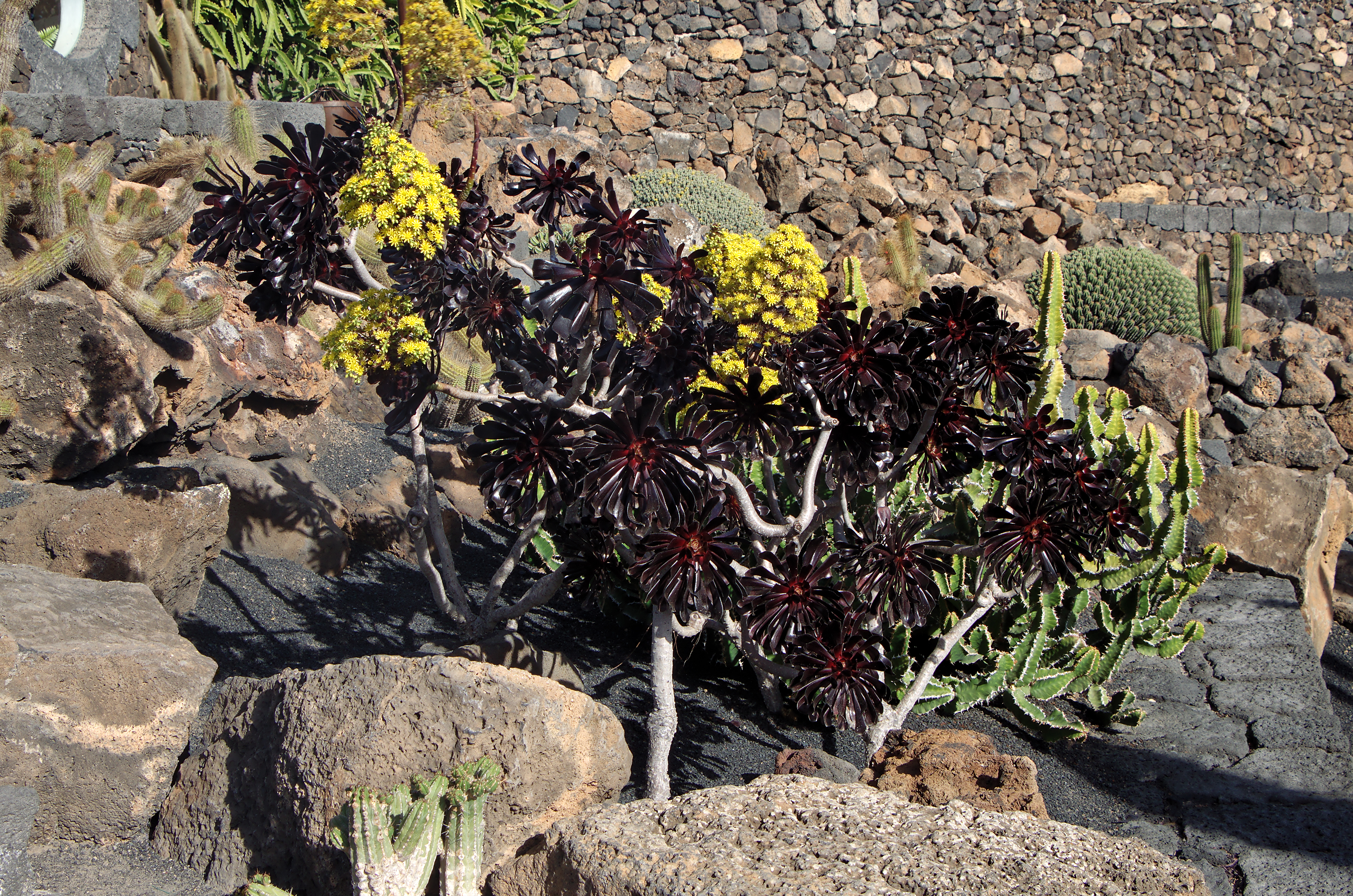
Aeonium_arboreum 'Atropurpureum'.
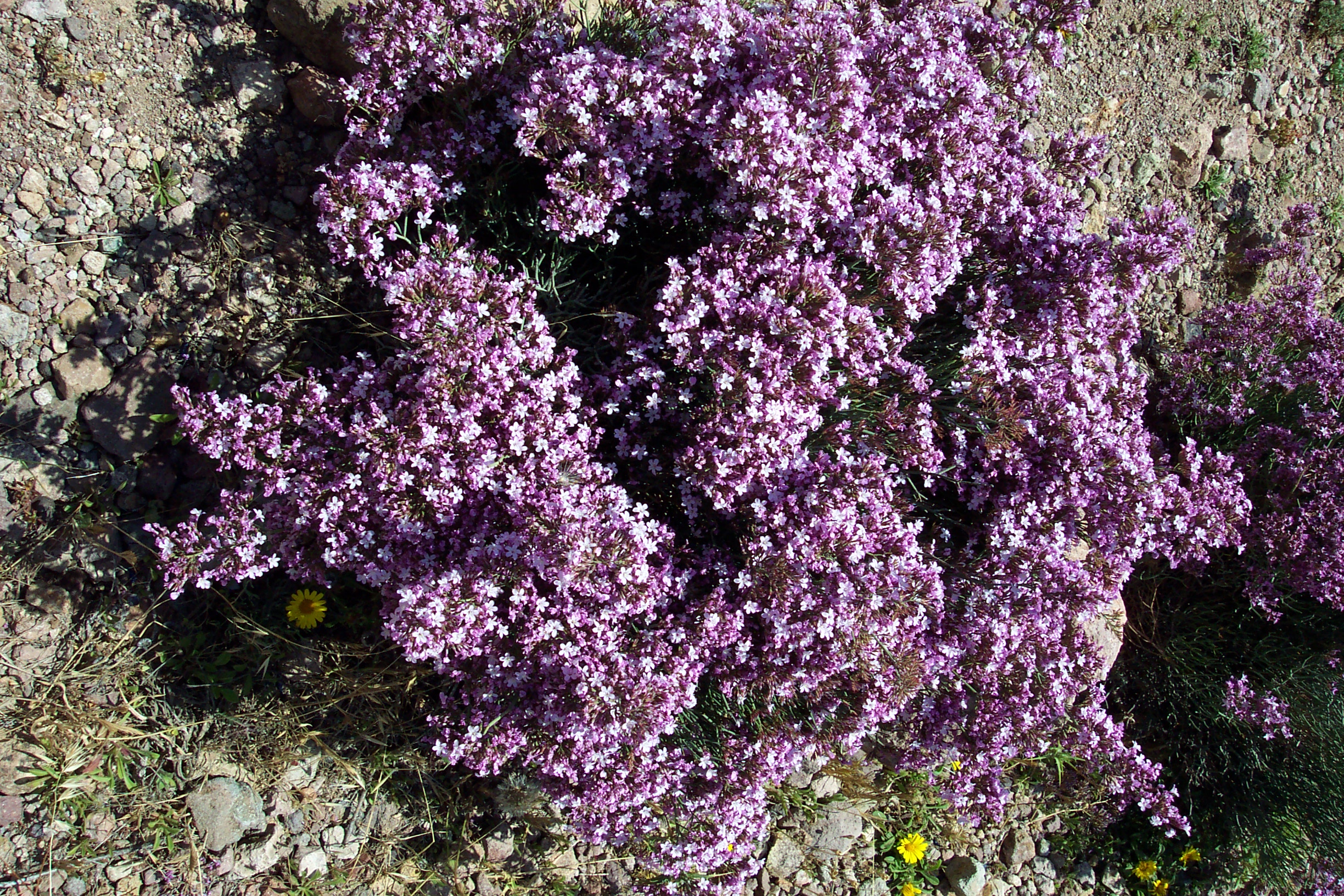
Limonium insigne.
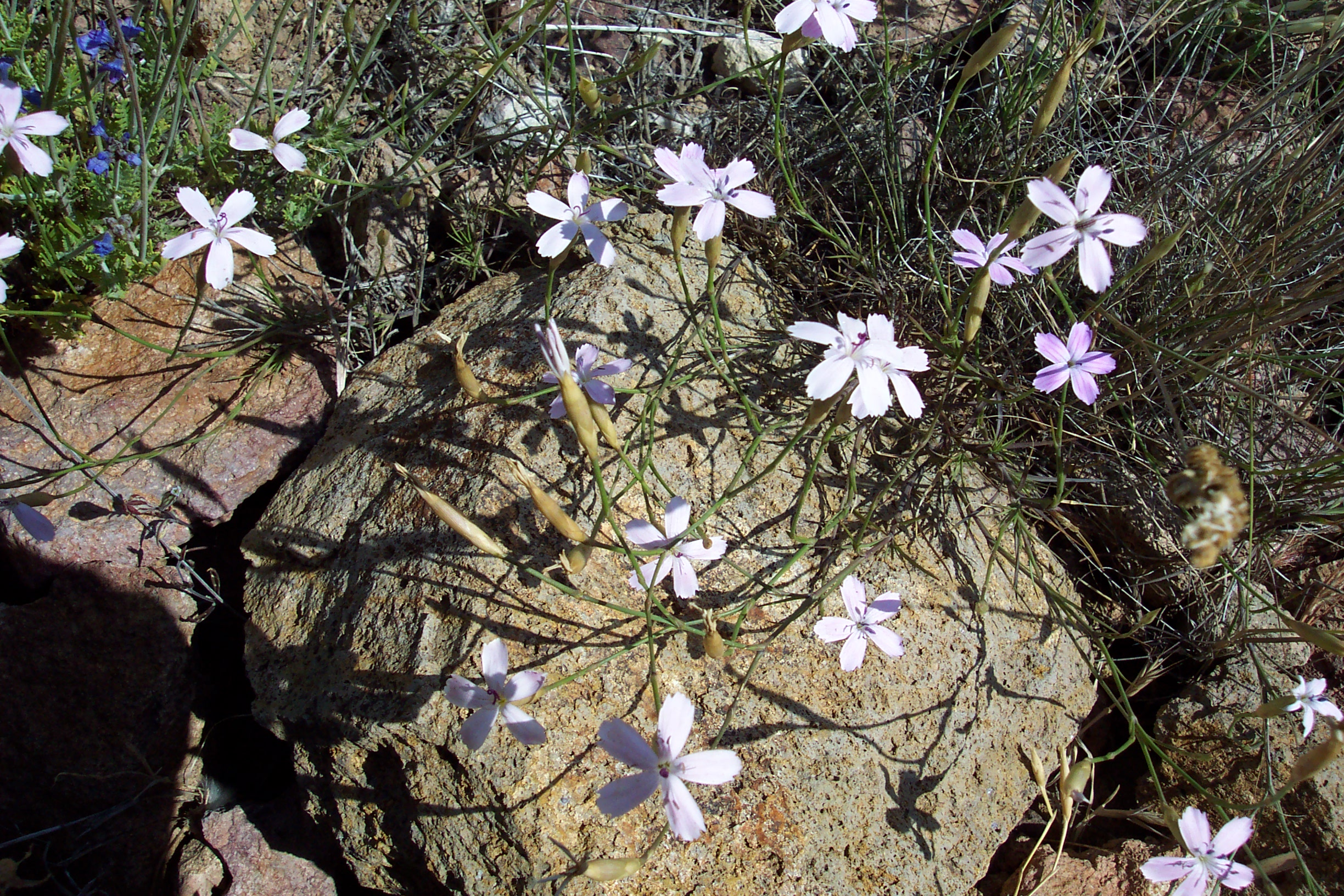
Dianthus charidemi.
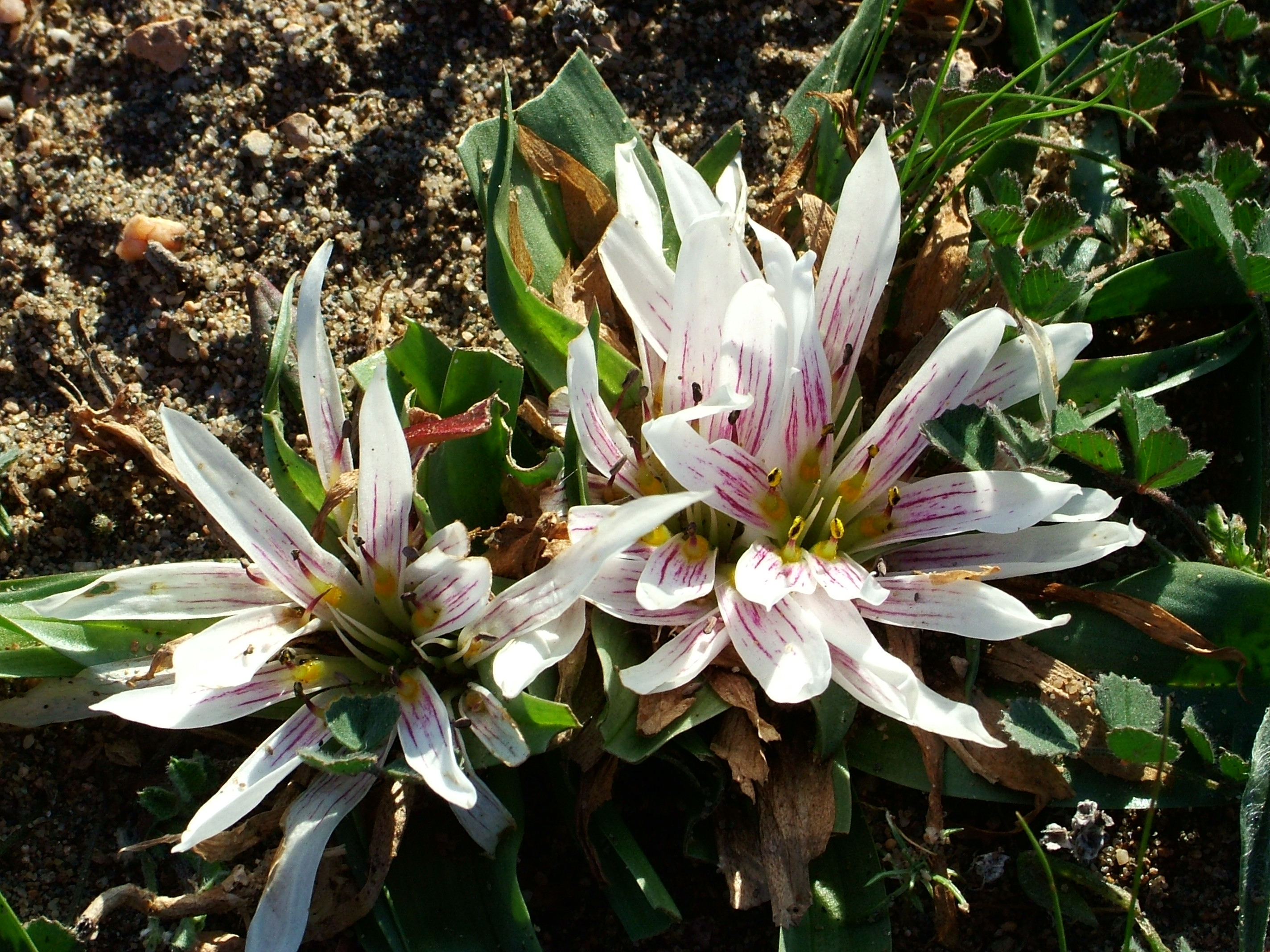
Androcymbium europaeum.
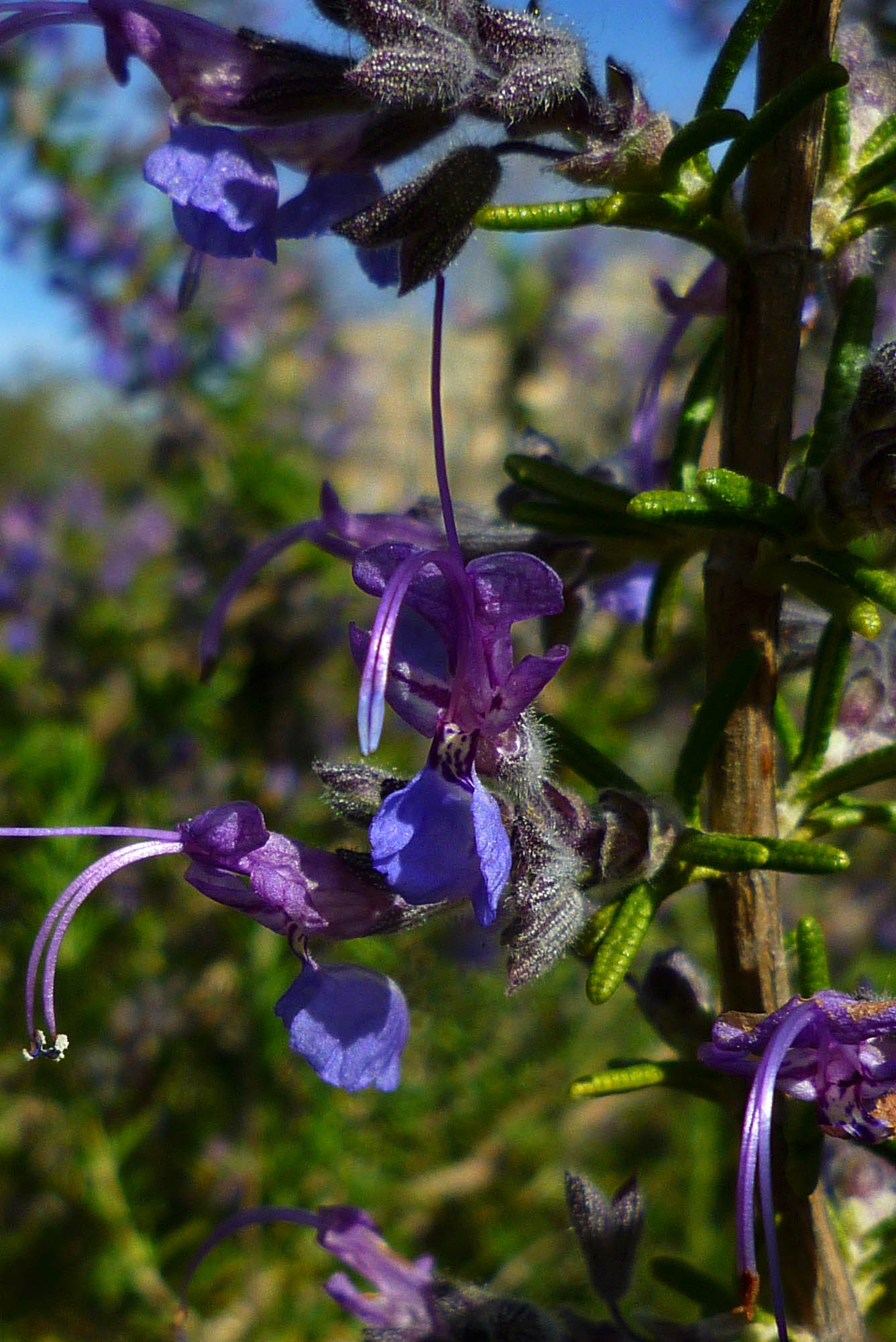
Rosmarinus eryocalix.